# Спектор, Уоррен
Уоррен Эван Спектор (англ. Warren Evan Spector; род. 2 октября 1955, Нью-Йорк) — американский разработчик компьютерных игр, известный играми, объединяющими элементы шутера от первого лица и ролевой игры.

## Карьера
До того, как Спектор начал заниматься компьютерными играми, он работал в Steve Jackson Games и TSR, Inc, издающие настольные ролевые игры. Позднее, уже разрабатывая компьютерные игры для компаний Origin Systems и Looking Glass Studios, он работал над играми Ultima Underworld I и II, System Shock и Thief: The Dark Project.
В 1997 году он возглавил остинское отделение Ion Storm Inc., где разработал игры Deus Ex, Deus Ex: Invisible War и Thief: Deadly Shadows. В 2004 году Спектор покинул Ion Storm, после чего владелец компании, Eidos Interactive, закрыл отделение в феврале 2005 года.
В 2005 году Уоррен основал новую студию Junction Point Studios, которую 2007 году приобрело подразделение Disney Interactive. Студия выпустила игру Epic Mickey (в 2010 году для Wii) и Epic Mickey 2: The Power of Two (в 2012 году для Wii, Wii U, Xbox 360 и PS3). В 2013 году стало известно, что Disney Interactive закрыла студию, а Уоррен Спектор, который также был вице-президентом Disney Interactive, покинул компанию.
В феврале 2016 года заявил о возвращении в игровую индустрию. С июня 2016 года Уоррен присоединится к коллективу OtherSide Entertainment, дабы начать разработку System Shock 3 и Underworld Ascendant (идейного наследника серии игр Ultima Underworld).

## Камео
Уоррен Спектор присутствует в качестве персонажа во множестве игр, к которым он приложил свою руку. В Savage Empire и Martian Dreams он присутствует в качестве ученого Йоханна Шлимана Спектора. В Serpent Isle он присутствует в качестве Spektor. В первой Ultima Underworld он фигурирует как «беспокойный призрак по имени Уоррен» (англ. upset Spectre named Warren). В System Shock его голосом озвучены лог-файлы. В Deus Ex персонаж Ford Schick имеет лицо дизайнера, созданное им самим; также в игре присутствует чит-код «iamwarren» (после которого все электронные устройства поблизости от игрока зрелищно выходят из строя).

## Работы

### Компьютерные игры
- Wing Commander (1990), ORIGIN Systems
- Wing Commander: The Secret Missions (1990), ORIGIN Systems
- Ultima VI: The False Prophet (1990), ORIGIN Systems
- Bad Blood (1990), ORIGIN Systems
- Wing Commander II: Vengeance of the Kilrathi (1991), ORIGIN Systems
- Wing Commander: The Secret Missions 2 — Crusade (1991), ORIGIN Systems
- Ultima: Worlds of Adventure 2: Martian Dreams (1991), ORIGIN Systems
- Ultima Underworld: The Stygian Abyss (1992), ORIGIN Systems
- Ultima Underworld II: Labyrinth of Worlds (1993), ORIGIN Systems
- Wing Commander: Privateer - Righteous Fire (1993), ORIGIN Systems
- Ultima VII, Part Two: Serpent Isle (1993), ORIGIN Systems
- Ultima VII, Part Two: The Silver Seed (1993), Electronic Arts
- Wings of Glory (1993), Electronic Arts
- System Shock (1994), Looking Glass Technologies
- CyberMage: Darklight Awakening (1995), ORIGIN Systems
- Crusader: No Remorse (1995), ORIGIN Systems
- Thief: The Dark Project (1998), Looking Glass Studios
- Deus Ex (2000), Ion Storm Austin
- Deus Ex: Invisible War (2003), Ion Storm Austin
- Thief: Deadly Shadows (2004), Ion Storm Austin
- Неанонсированый эпизод Half-Life 2 (отменена), Valve Software
- Epic Mickey (2010), Junction Point Studios
- Epic Mickey 2: The Power of Two (2012), Disney Interactive
- Underworld Ascendant (2018)[6], OtherSide Entertainment
- System Shock 3 (в разработке), OtherSide Entertainment

### Ролевые игры
- Toon — разработчик (1984), Steve Jackson Games
- Uncanny X-Men Boxed Set — редактор (1990), TSR, Inc.

### Новеллы
- Double Agent: Royal Pain/The Hollow Earth Affair by Richard Merwin/Warren Spector ISBN 0-88038-551-0